# جو براينت
جو براينت (بالإنجليزية: Joe Bryant)‏ مواليد 19 أكتوبر 1954 في فيلادلفيا، هو لاعب كرة سلة أمريكي سابق أصبح مدرباً بدأ مسيرته الاحترافية في سنة 1975. بلغ طوله 6 قدم 9 بوصة (2.1 م). اعتزل اللعب في 1992.

## فرق لعب لها
- فيلادلفيا سفنتي سيكسرز
- لوس أنجلوس كليبرز
- هيوستن روكتس
- بالاكانسترو ريجيانا

## روابط خارجية
- جو براينت على موقع إن بي أي (الإنجليزية)
- جو براينت على موقع سبورتس رفرنس (الإنجليزية)
- جو براينت على موقع كلية كرة السلة في سبورتس رفرنس.كوم (الإنجليزية)
- جو براينت على موقع ريلجم (الإنجليزية)
- جو براينت على موقع بروبوليرز (الإنجليزية)
- جو براينت على موقع سبورتس رفرنس (الإنجليزية)